# Ereteken 85 jaar Inlichtingendienst
Het Ereteken 85 jaar Inlichtingendienst (Russisch:"Юбилейный нагрудный знак
"85 лет ИНО-ПГУ-СВР") werd in april 2005 ingesteld ter gelegenheid van het 85-jarig bestaan van het Eerste Directoraat van de inlichtingendienst, dat is de spionageafdeling, en toegekend aan medewerkers van de inlichtingendienst voor langdurige dienst in vroegere KGB en de huidige SVR.
Dit op de borst gedragen ereteken werd ingesteld als een ministeriële onderscheiding.

## Het versiersel
Het ereteken is een op de borst gespeld schild met daarop een zwaard en de vijfpuntige zilveren ster uit het wapen van de huidige spionagedienst. Verder een krans uit lauweren en eikenblad, een lint met de tekst "ИНО-ПГУ-СВР" en het getal "85" in rood ingevulde gouden letters. Op de rode goudomboorde ring op de vijfpuntige ster staat "ОТЕЧЕСТВО ДОБЛЕСТЬ ЧЕСТЬ" (moederland, moed, eer). In het hart van de centrale zilveren ster is een geëmailleerd medaillon met een blauw met geel geëmailleerde afbeelding van de Aarde afgebeeld. Het materiaal van de ster is niet kostbaar: het gaat om nikkel, zilver en koper.
De symboliek verwijst naar het motto van de KGB; "schild en zwaard van de communistische partij".
Op keerzijde van het versiersel is ruimte voor een serienummer. Het 48 millimeter brede en 35 millimeter hoge versiersel wordt met een schroef en een plaat op het uniform vastgemaakt.